# Campionato francese di rugby a 15 2011-2012
Il Campionato francese di rugby a 15 2011-2012 è la massima competizione di rugby a 15 francese prevista per la stagione 2011-2012 il campionato comincia il 26 agosto 2011 e si conclude il 9 giugno 2012 con la finale allo Stade de France di Parigi.

## Partecipanti
Lione OU e Union Bordeaux Bègles sono le neopromosse provenienti dalla stagione 2010-2011 della Pro D2.
| Club            | Budget 2011-12 in milioni di euro | Class. stagione reg. 2010-2011 | Allenatore                                                      | Stadio                          | Capacità    |
| Agen            | 11,9                              | 10                             | Christophe Deylaud Christian Lanta                              | Stadio Armandie                 | 14 000      |
| Bayonne         | 17,2                              | 7                              | Christian Gajan Thomas Lièvremont                               | Stade Jean-Dauger               | 16 934      |
| Biarritz        | 16,6                              | 5                              | Jack Isaac Laurent Rodriguez                                    | Parc des sports d'Aguiléra      | 15 000      |
| Bordeaux        | 8,7                               | 5 (Pro D2)                     | Marc Delpoux Laurent Armand Vincent Etcheto                     | Stade André-Moga                | 9 088       |
| Brive           | 13,65                             | 12                             | Ugo Mola Didier Casadeï                                         | Stade Amédée-Domenech           | 15 000      |
| Castres         | 15,1                              | 3                              | Laurent Labit Laurent Travers                                   | Stade Pierre-Antoine            | 11 500      |
| Clermont        | 24                                | 4                              | Vern Cotter Franck Azéma                                        | Stadio Marcel Michelin          | 18 030      |
| Lione           | 14,5                              | 1 (Pro D2)                     | Matthieu Lazerges Raphaël Saint-André                           | Stade Vuillermet Matmut Stadium | 4 822 8 000 |
| Montpellier     | 17                                | 6                              | Fabien Galthié Éric Béchu Didier Bès                            | Stade Yves-du-Manoir            | 14 700      |
| Stade français  | 21,3                              | 11                             | Michael Cheika Chris Whitaker Christophe Laussucq Mario Ledesma | Stade Charléty                  | 20 000      |
| Perpignano      | 17,5                              | 9                              | Jacques Delmas Bernard Goutta Christophe Manas                  | Stade Aimé-Giral                | 14 593      |
| Racing Métro 92 | 22,4                              | 2                              | Pierre Berbizier Simon Mannix                                   | Stade Yves-du-Manoir            | 14 000      |
| Tolone          | 23                                | 8                              | Philippe Saint-André Pierre Mignoni Thomas Whitford             | Stadio Mayol                    | 15 000      |
| Tolosa          | 32                                | 1 (Campione)                   | Guy Novès Yannick Bru Jean-Baptiste Élissalde                   | Stade Ernest-Wallon             | 19 500      |

## Fase a girone unico
|           | 1ª giornata                      |       |
| --------- | -------------------------------- | ----- |
| 26-8-2011 | Bayonne - Tolosa                 | 18-13 |
| 26-8-2011 | Brive - Agen                     | 19-20 |
| 26-8-2011 | Clermont - Lione                 | 22-13 |
| 26-8-2011 | Stade français - Bordeaux-Bègles | 41-20 |
| 26-8-2011 | Perpignano - Castres             | 25-6  |
| 26-8-2011 | Racing-Métro 92 - Montpellier    | 30-22 |
| 27-8-2011 | Tolone - Biarritz                | 30-5  |

|           | 4ª giornata                |       |
| --------- | -------------------------- | ----- |
| 16-9-2011 | Perpignano - Montpellier   | 19-12 |
| 16-9-2011 | Castres - Agen             | 30-11 |
| 16-9-2011 | Brive - Lione              | 12-15 |
| 16-9-2011 | Bordeaux-Bègles - Tolone   | 16-27 |
| 16-9-2011 | Stade français - Bayonne   | 33-18 |
| 16-9-2011 | Tolosa - Biarritz          | 24-0  |
| 17-9-2011 | Racing-Métro 92 - Clermont | 11-22 |

|            | 7ª giornata                       |       |
| ---------- | --------------------------------- | ----- |
| 14-10-2011 | Bayonne - Montpellier             | 17-26 |
| 14-10-2011 | Bordeaux-Bègles - Racing-Métro 92 | 22-18 |
| 14-10-2011 | Clermont - Agen                   | 29-13 |
| 14-10-2011 | Brive - Biarritz                  | 32-7  |
| 14-10-2011 | Castres - Tolosa                  | 24-3  |
| 15-10-2011 | Tolone - Perpignano               | 38-0  |
| 16-10-2011 | Lione - Stade français            | 18-6  |

|            | 10ª giornata              |       |
| ---------- | ------------------------- | ----- |
| 4-11-2011  | Brive - Racing-Métro 92   | 12-18 |
| 5-11-2011  | Tolosa - Perpignano       | 21-17 |
| 5-11-2011  | Bordeaux-Bègles - Castres | 24-9  |
| 5-11-2011  | Stade français - Clermont | 37-16 |
| 29-11-2011 | Biarritz - Bayonne        | 21-19 |
| 30-11-2011 | Lione - Montpellier       | 10-30 |
| 13-12-2011 | Tolone - Agen             | 34-12 |

|            | 13ª giornata                 |       |
| ---------- | ---------------------------- | ----- |
| 23-12-2011 | Brive – Clermont             | 6-9   |
| 23-12-2011 | Stade français – Biarritz    | 23-10 |
| 23-12-2011 | Perpignano – Bordeaux-Bègles | 38-13 |
| 23-12-2011 | Tolone – Lione               | 20-15 |
| 23-12-2011 | Bayonne – Castres            | 16-16 |
| 23-12-2011 | Racing-Métro 92 – Agen       | 26-8  |
| 23-12-2011 | Montpellier – Tolosa         | 25-45 |

|           | 16ª giornata                 |       |
| --------- | ---------------------------- | ----- |
| 27-1-2012 | Montpellier – Stade français | 38-6  |
| 28-1-2012 | Castres – Biarritz           | 29-23 |
| 28-1-2012 | Lione – Agen                 | 19-11 |
| 28-1-2012 | Brive – Perpignano           | 17-9  |
| 28-1-2012 | Tolone – Bayonne             | 50-10 |
| 28-1-2012 | Racing-Métro 92 – Tolosa     | 13-19 |
| 28-1-2012 | Bordeaux-Bègles – Clermont   | 10-17 |

|          | 19ª giornata               |       |
| -------- | -------------------------- | ----- |
| 2-3-2012 | Tolone – Montpellier       | 19-6  |
| 3-3-2012 | Biarritz – Bordeaux-Bègles | 38-13 |
| 3-3-2012 | Brive – Stade français     | 25-9  |
| 3-3-2012 | Castres – Lione            | 6-6   |
| 3-3-2012 | Clermont – Tolosa          | 35-5  |
| 3-3-2012 | Racing-Métro 92 – Bayonne  | 22-21 |
| 3-3-2012 | Agen – Perpignano          | 22-17 |

|           | 22ª giornata              |       |
| --------- | ------------------------- | ----- |
| 30-3-2012 | Racing-Métro 92 – Castres | 27-16 |
| 31-3-2012 | Brive – Tolone            | 14-9  |
| 31-3-2012 | Lione – Bordeaux-Bègles   | 24-13 |
| 31-3-2012 | Montpellier – Agen        | 44-18 |
| 31-3-2012 | Stade français – Tolosa   | 18-22 |
| 31-3-2012 | Perpignano – Bayonne      | 47-9  |
| 31-3-2012 | Biarritz – Clermont       | 15-14 |

|          | 25ª giornata                     |       |
| -------- | -------------------------------- | ----- |
| 4-5-2012 | Montpellier – Biarritz           | 21-16 |
| 5-5-2012 | Brive – Bordeaux-Bègles          | 9-23  |
| 5-5-2012 | Castres – Clermont               | 30-19 |
| 5-5-2012 | Bayonne – Agen                   | 31-10 |
| 5-5-2012 | Perpignano – Lione               | 34-22 |
| 5-5-2012 | Racing-Métro 92 – Stade français | 19-13 |
| 5-5-2012 | Tolone – Tolosa                  | 25-22 |

|          | 2ª giornata                  |       |
| -------- | ---------------------------- | ----- |
| 3-9-2011 | Biarritz - Agen              | 9-9   |
| 3-9-2011 | Castres - Stade français     | 35-10 |
| 3-9-2011 | Racing-Métro 92 - Perpignano | 47-23 |
| 3-9-2011 | Montpellier - Brive          | 12-28 |
| 3-9-2011 | Tolone - Clermont            | 0-17  |
| 3-9-2011 | Bordeaux-Bègles - Bayonne    | 18-6  |
| 4-9-2011 | Lione - Tolosa               | 9-19  |

|           | 5ª giornata                   |       |
| --------- | ----------------------------- | ----- |
| 23-9-2011 | Montpellier - Bordeaux-Bègles | 16-20 |
| 23-9-2011 | Biarritz - Perpignano         | 24-29 |
| 23-9-2011 | Clermont - Bayonne            | 19-13 |
| 23-9-2011 | Castres - Brive               | 30-24 |
| 23-9-2011 | Racing-Métro 92 - Lione       | 25-12 |
| 23-9-2011 | Agen - Tolosa                 | 23-24 |
| 24-9-2011 | Tolone - Stade français       | 34-8  |

|            | 8ª giornata              |       |
| ---------- | ------------------------ | ----- |
| 21-10-2011 | Perpignano - Clermont    | 3-39  |
| 22-10-2011 | Tolosa - Bordeaux-Bègles | 56-6  |
| 22-10-2011 | Brive - Bayonne          | 30-10 |
| 22-10-2011 | Biarritz - Lione         | 15-15 |
| 22-10-2011 | Montpellier - Castres    | 16-21 |
| 22-10-2011 | Agen - Stade français    | 37-13 |
| 22-10-2011 | Racing-Métro 92 - Tolone | 9-16  |

|            | 11ª giornata                |       |
| ---------- | --------------------------- | ----- |
| 25-11-2011 | Bayonne – Lione             | 15-9  |
| 25-11-2011 | Racing-Métro 92 – Biarritz  | 28-9  |
| 25-11-2011 | Perpignano – Stade français | 16-35 |
| 26-11-2011 | Brive – Tolosa              | 9-9   |
| 26-11-2011 | Montpellier – Clermont      | 29-23 |
| 26-11-2011 | Castres – Tolone            | 22-22 |
| 26-11-2011 | Agen – Bordeaux-Bègles      | 24-15 |

|            | 14ª giornata                     |       |
| ---------- | -------------------------------- | ----- |
| 30-12-2011 | Tolosa – Bayonne                 | 30-15 |
| 31-12-2011 | Montpellier – Racing-Métro 92    | 29-14 |
| 31-12-2011 | Castres – Perpignano             | 33-6  |
| 31-12-2011 | Bordeaux-Bègles – Stade français | 39-6  |
| 31-12-2011 | Agen – Brive                     | 15-9  |
| 31-12-2011 | Lione – Clermont                 | 6-6   |
| 31-12-2011 | Biarritz – Tolone                | 25-6  |

|           | 17ª giornata               |       |
| --------- | -------------------------- | ----- |
| 10-2-2012 | Montpellier – Perpignano   | 22-11 |
| 10-2-2012 | Biarritz – Tolosa          | 15-20 |
| 11-2-2012 | Tolone – Bordeaux-Bègles   | 44-7  |
| 11-2-2012 | Bayonne – Stade français   | 26-20 |
| 11-2-2012 | Clermont – Racing-Métro 92 | 31-13 |
| 24-2-2012 | Agen – Castres             | 23-12 |
| 24-2-2012 | Lione – Brive              | 9-22  |

|           | 20ª giornata                      |       |
| --------- | --------------------------------- | ----- |
| 9-3-2012  | Racing-Métro 92 – Bordeaux-Bègles | 22-13 |
| 10-3-2012 | Biarritz – Brive                  | 26-11 |
| 10-3-2012 | Montpellier – Bayonne             | 37-26 |
| 10-3-2012 | Stade français – Lione            | 40-19 |
| 10-3-2012 | Perpignano – Tolone               | 22-22 |
| 10-3-2012 | Agen – Clermont                   | 20-29 |
| 10-3-2012 | Tolosa – Castres                  | 34-27 |

|           | 23ª giornata              |       |
| --------- | ------------------------- | ----- |
| 13-4-2012 | Perpignano – Tolosa       | 25-10 |
| 14-4-2012 | Bayonne – Biarritz        | 24-19 |
| 14-4-2012 | Castres – Bordeaux-Bègles | 44-20 |
| 14-4-2012 | Clermont – Stade français | 25-9  |
| 14-4-2012 | Montpellier – Lione       | 43-12 |
| 14-4-2012 | Agen – Tolone             | 22-13 |
| 14-4-2012 | Racing-Métro 92 – Brive   | 40-19 |

|           | 26ª giornata                 |       |
| --------- | ---------------------------- | ----- |
| 12-5-2012 | Agen – Racing-Métro 92       | 25-22 |
| 12-5-2012 | Biarritz – Stade français    | 16-5  |
| 12-5-2012 | Bordeaux-Bègles – Perpignano | 37-29 |
| 12-5-2012 | Castres – Bayonne            | 31-29 |
| 12-5-2012 | Clermont – Brive             | 57-14 |
| 12-5-2012 | Lione – Tolone               | 5-29  |
| 12-5-2012 | Tolosa – Montpellier         | 20-13 |

|           | 3ª giornata                  |       |
| --------- | ---------------------------- | ----- |
| 9-9-2011  | Biarritz - Castres           | 18-23 |
| 9-9-2011  | Clermont - Bordeaux-Bègles   | 34-6  |
| 9-9-2011  | Agen - Lione                 | 24-18 |
| 9-9-2011  | Perpignano - Brive           | 12-9  |
| 9-9-2011  | Bayonne - Tolone             | 12-12 |
| 9-9-2011  | Stade français - Montpellier | 19-19 |
| 10-9-2011 | Tolosa - Racing-Métro 92     | 41-36 |

|           | 6ª giornata                |       |
| --------- | -------------------------- | ----- |
| 30-9-2011 | Perpignano - Agen          | 12-19 |
| 30-9-2011 | Bordeaux-Bègles - Biarritz | 11-13 |
| 30-9-2011 | Stade français - Brive     | 28-17 |
| 30-9-2011 | Bayonne - Racing-Métro 92  | 27-23 |
| 30-9-2011 | Lione - Castres            | 16-18 |
| 30-9-2011 | Montpellier - Tolone       | 19-6  |
| 1-10-2011 | Tolosa - Clermont          | 22-9  |

|            | 9ª giornata               |       |
| ---------- | ------------------------- | ----- |
| 28-10-2011 | Castres - Racing-Métro 92 | 19-23 |
| 29-10-2011 | Bayonne - Perpignano      | 18-16 |
| 29-10-2011 | Tolone - Brive            | 18-3  |
| 29-10-2011 | Clermont - Biarritz       | 41-0  |
| 29-10-2011 | Tolosa - Stade français   | 18-15 |
| 29-10-2011 | Agen - Montpellier        | 18-12 |
| 3-2-2012   | Bordeaux-Bègles - Lione   | 31-10 |

|           | 12ª giornata                     |       |
| --------- | -------------------------------- | ----- |
| 2-12-2011 | Bordeaux-Bègles – Brive          | 16-12 |
| 3-12-2011 | Tolosa – Tolone                  | 33-12 |
| 3-12-2011 | Clermont – Castres               | 33-16 |
| 3-12-2011 | Stade français – Racing-Métro 92 | 29-3  |
| 4-12-2011 | Lione – Perpignano               | 19-12 |
| 4-12-2011 | Agen – Bayonne                   | 37-18 |
| 4-12-2011 | Biarritz – Montpellier           | 23-30 |

|          | 15ª giornata                 |       |
| -------- | ---------------------------- | ----- |
| 6-1-2012 | Agen – Biarritz              | 6-15  |
| 7-1-2012 | Tolosa – Lione               | 51-10 |
| 7-1-2012 | Stade français – Castres     | 38-21 |
| 7-1-2012 | Bayonne – Bordeaux-Bègles    | 20-27 |
| 7-1-2012 | Brive – Montpellier          | 9-23  |
| 7-1-2012 | Perpignano – Racing-Métro 92 | 14-14 |
| 8-1-2012 | Clermont – Tolone            | 25-19 |

|           | 18ª giornata                  |       |
| --------- | ----------------------------- | ----- |
| 17-2-2012 | Perpignano – Biarritz         | 25-6  |
| 18-2-2012 | Bordeaux-Bègles – Montpellier | 26-30 |
| 18-2-2012 | Bayonne – Clermont            | 22-22 |
| 18-2-2012 | Lione – Racing-Métro 92       | 22-33 |
| 18-2-2012 | Tolosa – Agen                 | 21-10 |
| 18-2-2012 | Stade français – Tolone       | 19-19 |
| 18-2-2012 | Brive – Castres               | 13-15 |

|           | 21ª giornata             |       |
| --------- | ------------------------ | ----- |
| 23-3-2012 | Bordeaux-Bègles – Tolosa | 18-17 |
| 24-3-2012 | Bayonne – Brive          | 19-12 |
| 24-3-2012 | Castres – Montpellier    | 27-18 |
| 24-3-2012 | Clermont – Perpignano    | 29-23 |
| 24-3-2012 | Lione – Biarritz         | 17-34 |
| 24-3-2012 | Stade français – Agen    | 53-27 |
| 24-3-2012 | Tolone – Racing-Métro 92 | 32-20 |

|           | 24ª giornata                |       |
| --------- | --------------------------- | ----- |
| 20-4-2012 | Clermont – Montpellier      | 22-9  |
| 21-4-2012 | Bordeaux-Bègles – Agen      | 29-15 |
| 21-4-2012 | Biarritz – Racing-Métro 92  | 22-13 |
| 21-4-2012 | Lione – Bayonne             | 19-20 |
| 21-4-2012 | Stade français – Perpignano | 35-31 |
| 21-4-2012 | Tolone – Castres            | 25-25 |
| 21-4-2012 | Tolosa – Brive              | 30-21 |

### Classifica
| pos | Squadra                                                                                     | G. | V. | N. | P. | P+  | P-  | Diff. | BM | BS | Pt. |
| 1   | Tolosa                                                                                      | 26 | 19 | 1  | 6  | 629 | 448 | 181   | 6  | 3  | 87  |
| 2   | Clermont                                                                                    | 26 | 19 | 2  | 5  | 644 | 364 | 280   | 5  | 2  | 87  |
| 3   | Tolone                                                                                      | 26 | 14 | 5  | 7  | 581 | 393 | 188   | 5  | 2  | 73  |
| 4   | Castres                                                                                     | 26 | 14 | 4  | 8  | 585 | 522 | 63    | 3  | 2  | 69  |
| 5   | Montpellier                                                                                 | 26 | 14 | 1  | 11 | 601 | 505 | 96    | 4  | 5  | 67  |
| 6   | Racing Métro 92                                                                             | 26 | 13 | 1  | 12 | 569 | 538 | 31    | 4  | 6  | 64  |
| 7   | Stade français                                                                              | 26 | 11 | 2  | 13 | 568 | 588 | -20   | 6  | 4  | 58  |
| 8   | Bordeaux                                                                                    | 26 | 12 | 0  | 14 | 493 | 619 | -126  | 2  | 3  | 53  |
| 9   | Biarritz                                                                                    | 26 | 10 | 2  | 14 | 424 | 518 | -94   | 1  | 7  | 52  |
| 10  | Agen                                                                                        | 26 | 12 | 1  | 13 | 479 | 573 | -94   | 1  | 1  | 52  |
| 11  | Perpignano                                                                                  | 26 | 9  | 2  | 15 | 515 | 578 | -63   | 2  | 7  | 49  |
| 12  | Bayonne                                                                                     | 26 | 9  | 3  | 14 | 479 | 619 | -140  | 1  | 5  | 48  |
| 13  | Brive                                                                                       | 26 | 7  | 1  | 18 | 408 | 488 | -80   | 2  | 10 | 42  |
| 14  | Lione                                                                                       | 26 | 5  | 3  | 18 | 369 | 591 | -222  | 0  | 5  | 31  |
|     | Qualificata per le semifinali e la Heineken Cup                                             |    |    |    |    |     |     |       |    |    |     |
|     | Qualificata per il barrage e la Heineken Cup                                                |    |    |    |    |     |     |       |    |    |     |
|     | Qualificata per la Heineken Cup in quanto vincitrice della European Challenge Cup 2011-2012 |    |    |    |    |     |     |       |    |    |     |
|     | Retrocessa in Pro D2                                                                        |    |    |    |    |     |     |       |    |    |     |

## Fase finale

### Barrages
| Arbitro: | Patrick Pechambert |

|                                                      |            |                       |
| 18' Lacrampe                                         | mt         | 36' Toulu, 68' Fakate |
| 19' Teulet                                           | tr         | 69' Buston Moyano     |
| 2', 33', 44', 50', 80' Bernard, 15', 38', 72' Teulet | c.p.       | 23' Buston Moyano     |
| Laurent Labit                                        | Allenatori | Fabien Galthié        |

| Arbitro: | Mathieu Raynal |

|                                     |            |                        |
| 66' Armitage                        | mt         | 27' Fall               |
|                                     | tr         | 28' Descons            |
| 35' Wilkinson, 53', 57', 80' Giteau | c.p.       | 16' Steyn, 72' Descons |
| Bernard Laporte                     | Allenatori | Pierre Berbizier       |

### Semifinali
| Arbitro: | Jérôme Garces |

|                                                     |            |                                    |
| 6', 11', 29', 51', 61' e 71' McAlister, 39' Beauxis | c.p.       | 18', 26' e 46' Bernard, 37' Teulet |
| 20' Beauxis                                         | drop       | 22' Bernard                        |
| Guy Novès                                           | Allenatori | Laurent Labit                      |

| Arbitro: | Pascal Gaüzère |

|                          |            |                                    |
| 8', 30', 62' e 73' Parra | c.p.       | 12', 22', 34', 59' e 77' Wilkinson |
| Vern Cotter              | Allenatori | Bernard Laporte                    |

### Finale
| Arbitro: | Romain Poite |

|                                        |            |                              |
| 3', 21', 35', 42', 64' e 68' McAlister | c.p.       | 3', 27', 32' e 46' Wilkinson |
| Guy Novès                              | Allenatori | Bernard Laporte              |